# バーナム・オーバリー

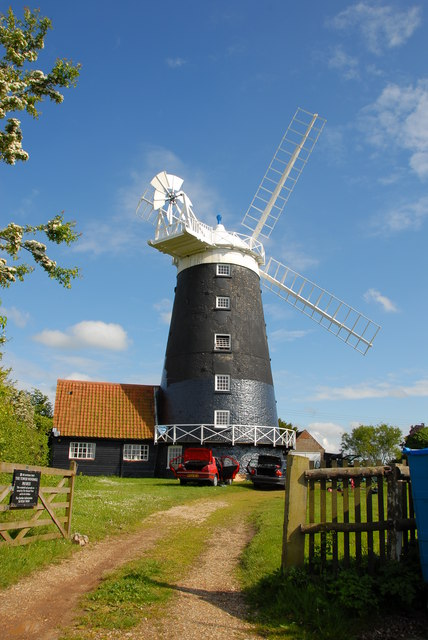
バーナム・オーバリー・ステイスの風車。

バーナム・オーバリー (Burnham Overy) は、イングランド、ノーフォーク州北部海岸に位置する行政パリッシュ。現代においては、区域内にある二つのハムレット（小村）、すなわち元々の集落であり中世以来の小教区教会があるものの今ではわずかな戸数しかないバーナム・オーバリー・タウン （Burnham Overy Town) と、1-マイル (1.6 km)ほど離れた場所にある水路に面した船着場に臨む大きめのハムレットであるバーナム・オーバリー・ステイス (Burnham Overy Staithe) を区別することがある。
バーナム・オーバリーは、西に1-マイル (1.6 km)も離れていない、大きめの村バーナム・マーケットと、東に3マイル (4.8 km)ほど離れたホウカムの間に位置している。より大きな町で、鉄道の最寄駅があるキングズ・リンが20-マイル (32 km)ほど南西にあり、他方で30マイル (48 km)南東にはノリッジがある。
ホレーショ・ネルソン提督の生地であるバーナム・ソープは、1-マイル (1.6 km)ほど南東に位置している。様々な書簡や文書類が示すところによれば、ネルソンは海軍に入る2年前の10歳のときに、バーナム・オーバリー・ステイスでディンギーの漕ぎ方や、帆走を学んだという。村にある唯一のパブは、「ザ・ヒーロー (The Hero)」という名であるが、これはネルソンを称えたものである。
この行政パリッシュの面積は、8.92 km2で、2001年イギリス国勢調査における人口は 311人、世帯数は 167世帯であったが、2011年には人口 134人まで減少した。地方行政区画の上では、この行政パリッシュはキングス・リン・アンド・ウェスト・ノーフォークの非都市ディストリクトに所属している。
バーナム・オーバリーは、歴史的にバーナムズと総称される周辺の村々の港であった。二つの集落はいずれもバーン川に面しており、中世末期までは、交易船が村まで、すなわち現在のバーナム・オーバリー・タウンに入港することができた。しかし、河床の堆泥が進み、商用の交通は、下流側のバーナム・オーバリー・ステイスに移った。1866年に鉄道がバーナムズまで通るようになると船による商用運搬は衰退し、最後の商用船がステイスを発ったのは第一次世界大戦が終わって間も無くであったと考えられている。
バーナム・オーバリー・ステイスから海までの間は、海岸沿いの塩性沼沢を通る川が多数の潮汐水路}を成しており、最後には、地元でバーナム・ハーバー (Burnham Harbour) と称されているガン・ヒル (Gun Hill) 近くの砂丘の切れ目を通って海に注ぐ。小型船舶であれば、この切れ目と水路を通って海側からバーナム・オーバリー・ステイスに達することができる。今日では、バーナム・オーバリー・ステイスとその船着場は、リクリエーションとしてのセーリングの拠点となっている。また、季節によって運行されるスコルト・ヘッド島国立自然保護区への渡し船の発着点となっている。
バーナム・オーバリーの水路の東側には、乾いた土地と砂丘の間のかつての塩性沼沢が干拓によって塩水の影響を受けない草地とされ、ホウカム・エステートの一部となっている。バーナム・オーバリー・ステイスから砂丘や砂浜までは、干拓地を水路の影響から護る円弧をなす築堤に沿って設けられone-and-a-half-マイル (2.4 km)ほどの歩道で結ばれている。

## 著名な住民
- リチャード・ウジェット (Richard Woodget) - カティーサークの船長

## 大衆文化の中で
ジョーン・G・ロビンソンの小説『思い出のマーニー (When Marnie Was There)』に登場する、ふたつの村リトル・オーバートン (Little Overton) とバーナム (Barnham) は、特に重要な場所として扱われる突堤と風車を含め、いずれもバーナム・オーバリーを基にしている。

## ギャラリー

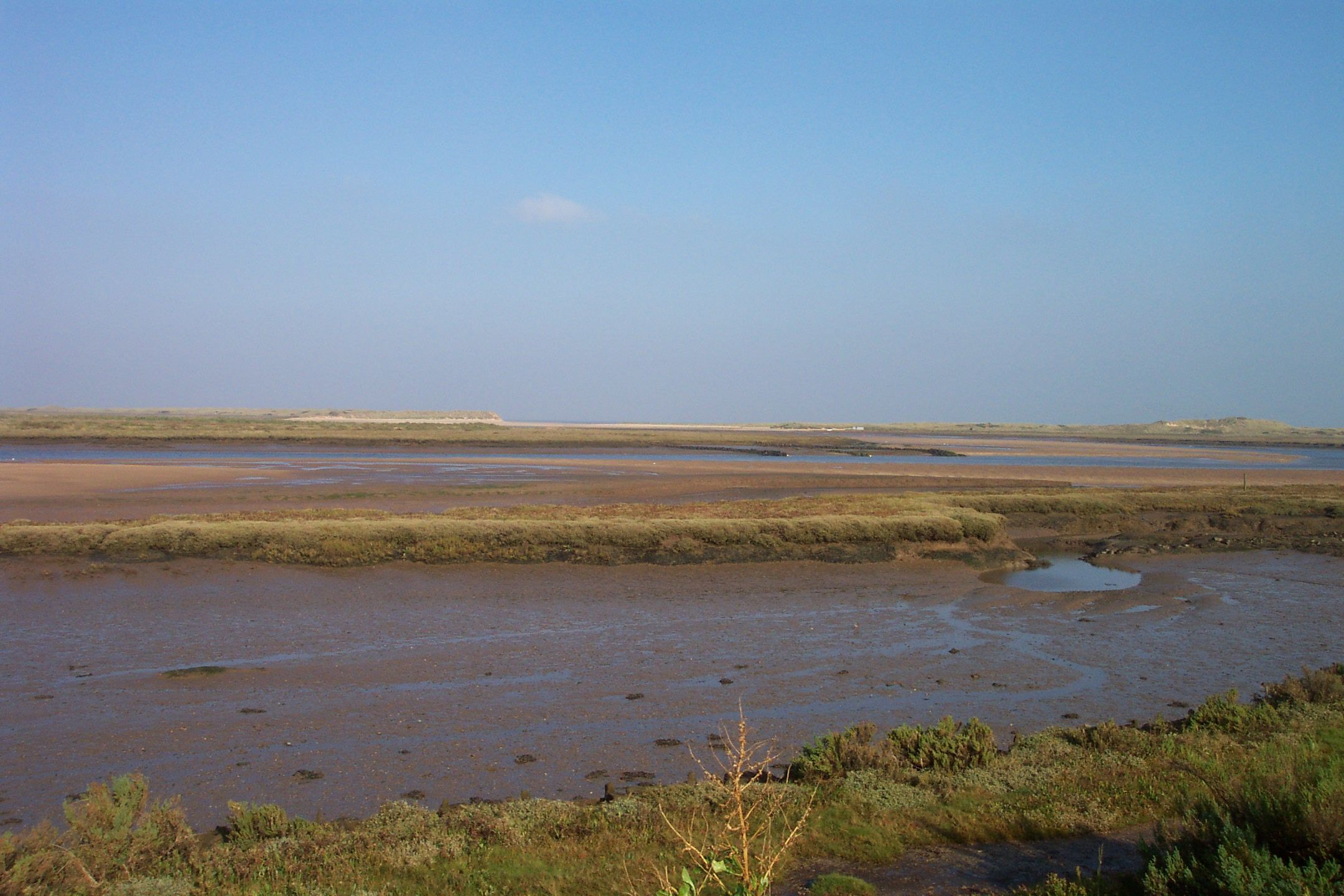
水路と塩性沼沢、遠景に河口を望む。
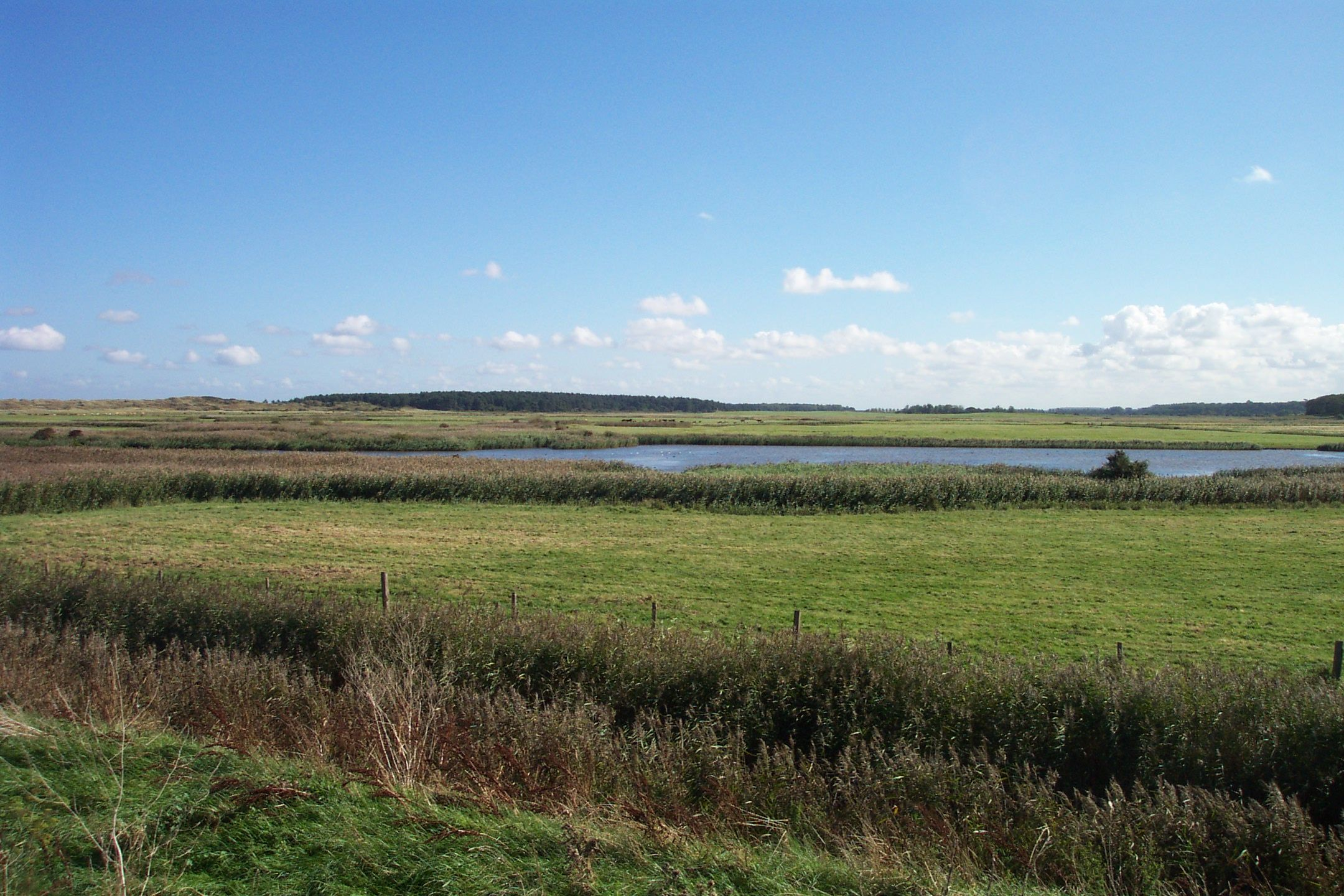
淡水化された干拓地の草地。
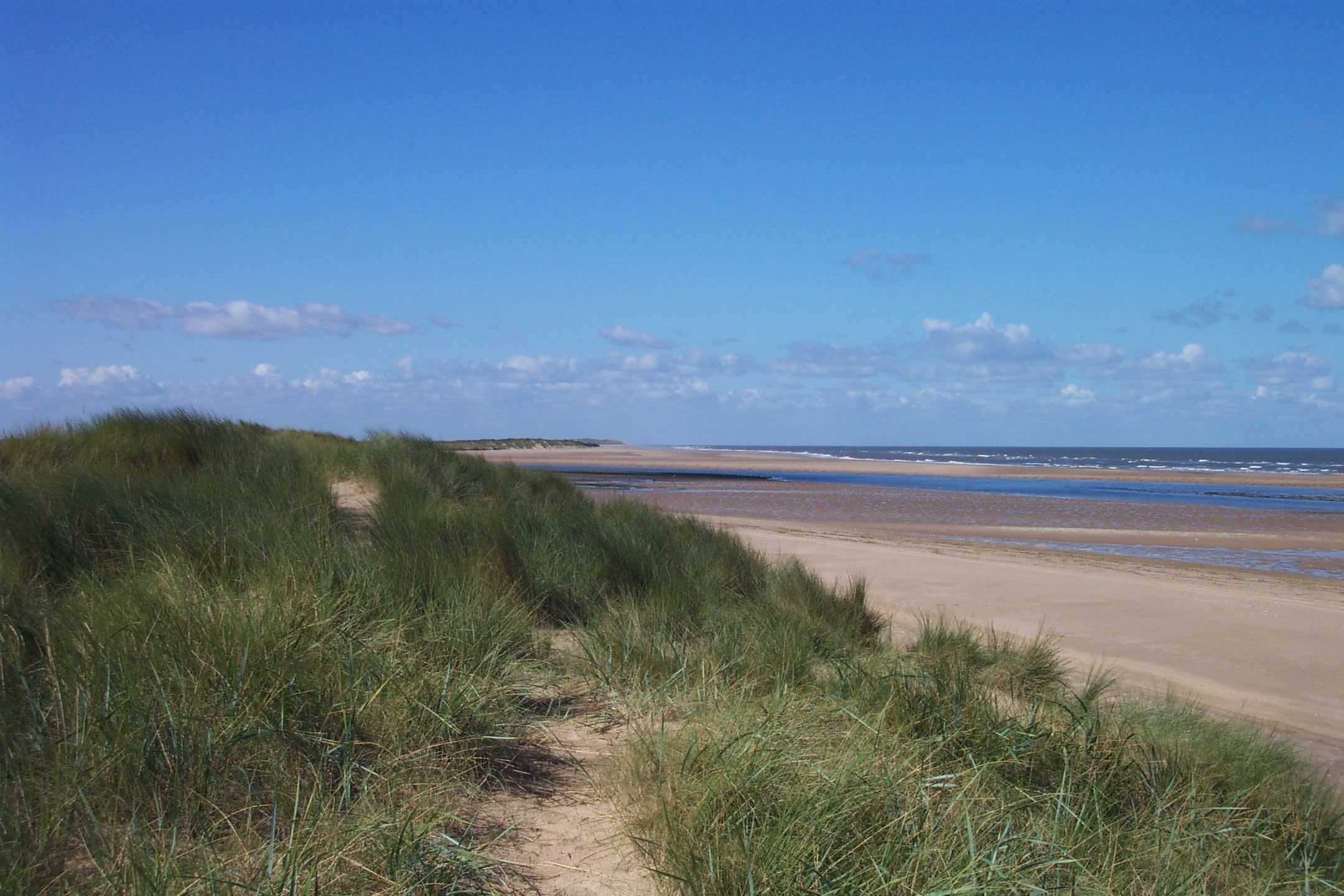
砂丘、砂浜、河口。